# Liste der Monuments historiques in Montgueux
Die Liste der Monuments historiques in Montgueux führt die Monuments historiques in der französischen Gemeinde Montgueux auf.

## Liste der Immobilien
| Bezeichnung                       | Beschreibung                       | Standort            | Kennzeichnung | Schutzstatus | Datum | Bild           |
| --------------------------------- | ---------------------------------- | ------------------- | ------------- | ------------ | ----- | -------------- |
| Kirche Exaltation-de-la-Ste-Croix | Anfang des 16. Jahrhunderts erbaut | Place Valton (Lage) | PA00078157    | Inscrit      | 1938  | weitere Bilder |

## Liste der Objekte
| Bezeichnung                                     | Beschreibung                                      | Standort                                        | Kennzeichnung | Schutzstatus | Datum | Bild |
| ----------------------------------------------- | ------------------------------------------------- | ----------------------------------------------- | ------------- | ------------ | ----- | ---- |
| Grabstein für Nicolas Riglet und Colette Legoix | Kiefer, bezeichnet 1560 und 1577                  | in der Kirche Exaltation-de-la-Ste-Croix (Lage) | PM10001259    | Classé       | 1913  |      |
| Zelebrantenstuhl und zwei Hocker                | Holz, bemalt, 19. Jahrhundert                     | in der Kirche Exaltation-de-la-Ste-Croix (Lage) | PM10003500    | Inscrit      | 1973  |      |
| Skulptur Heiliger Rochus                        | Kalkstein, übertüncht, 16. Jahrhundert            | in der Kirche Exaltation-de-la-Ste-Croix (Lage) | PM10001258    | Classé       | 1913  |      |
| Diptychon Leben Christi                         | Ölfarbe auf Holz, bezeichnet 1571                 | in der Kirche Exaltation-de-la-Ste-Croix (Lage) | PM10001260    | Classé       | 1913  |      |
| Lesepult                                        | Schmiedeeisen, vergoldet, 19. Jahrhundert         | in der Kirche Exaltation-de-la-Ste-Croix (Lage) | PM10003498    | Inscrit      | 1974  |      |
| Kruzifix                                        | Eichenholz, 17. Jahrhundert                       | in der Kirche Exaltation-de-la-Ste-Croix (Lage) | PM10003499    | Inscrit      | 1973  |      |
| Glocke                                          | Bronze, 1583 gegossen                             | in der Kirche Exaltation-de-la-Ste-Croix (Lage) | PM10001261    | Classé       | 1913  |      |
| Skulptur Heiliger Barbara                       | Kalkstein, übertüncht, 16. Jahrhundert            | in der Kirche Exaltation-de-la-Ste-Croix (Lage) | PM10001257    | Classé       | 1908  |      |
| Kirchenfenster                                  | aus dem 16. Jahrhundert                           | in der Kirche Exaltation-de-la-Ste-Croix (Lage) | PM10001262    | Classé       | 1913  |      |
| Taufbecken                                      | mit Deckel; Kalkstein, Zinkblech, 19. Jahrhundert | in der Kirche Exaltation-de-la-Ste-Croix (Lage) | PM10003501    | Inscrit      | 1973  |      |